# Tamara Mellon
Tamara Mellon, född 7 juli 1967 i London i England, är en brittisk modeskapare och en av grundarna av lyxvarumärket Jimmy Choo.